# معرض هامبورغ
معرض هامبورغ (بالألمانية: Hamburger Messehallen) يعتبر أرضية بمثابة ساحة شاسعة لتنظيم حوالي 40 معرضًا، ناهيك عن الأروقة والتظاهرات والأحداث الهامة التي تجلب وتستقطب سنويات ما يزيد عن مليون زائر من مختلف أقطار العالم. يعد معرض هامبورغ مسرحا لتنظيم المعارض الرائدة المتخصصة والموجه لعامة الجماهير على المستوى الوطني والدولي، على سبيل المثال معرض حاجيات الفنادق والمطاعم (INTERNORGA) ومعرض الآلات وصناعة السفن (SMM) ومعرض الطاقة الهوائية (WindEnergy) فضلا عن معارض المستهلكين مثل (DU UND DEINE WELT) ومعارض الأسفار والرحلات (REISEN HAMBURG).

## الروابط الخارجية
- الموقع الرسمي للمعرض